# Employment
Employment è il primo album del gruppo rock inglese Kaiser Chiefs, pubblicato nel marzo 2005 dalla B-Unique Records.
Di chiara influenza Britpop e new wave, il disco riporta in auge il punk rock degli anni '70 e la musica di gruppi quali Beach Boys e della musica West Coast. Il 13 marzo 2005 l'album arrivò al terzo posto della Official Albums Chart e quasi un anno dopo giunse al secondo posto, trainato dal successo della band ai BRIT Awards 2006, anno in cui fu il quarto disco più venduto nel Regno Unito.

## Produzione
La band decise di lavorare all'album con il produttore Stephen Street, che conobbe Nick Hodgson dopo un concerto degli Ordinary Boys, dove la band di Hodgson e soci faceva da gruppo spalla. Hodgson diede a Street un CD contenente alcuni demo dicendogli che la band avrebbe gradito collaborare con lui. Verso la metà di agosto del 2004 il gruppo incontrò il produttore agli Olympic Studios, dove registrò la canzone "I Predict A Riot" insieme all'ingegnere del suono Cenzo Townsend. Come riferisce il manager James Sandom, intervistato da HitQuarters, l'album d'esordio dei Kaiser Chiefs fu registrato in fretta perché la band era costantemente in tour e aveva un periodo di tempo limitato per registrare. Per questo motivo la conoscenza con Stephen Street rimase superficiale.
La motocicletta che si sente all'inizio della canzone Saturday Night e che compare nel videoclip promozionale della canzone appartiene a Graham Coxon dei Blur, band di riferimento per i Kaiser Chiefs. Come riportato nel libretto allegato al CD, "la motocicletta di Graham Coxon (1935 Kaiser 'Chief' 750cc Manx TT Works Racer) compare grazie alla cortesia di Transcopic Records". Il brano Caroline, Yes è così chiamato in riferimento a Carole, No dei Beach Boys. Inizialmente si chiamava Hail to the Chief, come svelato nel libro A Record of Employment.

## Accoglienza
L'album fu accolto entusiasticamente da pubblico e critica. Le riviste musicali paragonarono lo stile del gruppo a quello dei Blur e dei Franz Ferdinand, mettendone in risalto l'energia del suo guitar pop capace di dare nuova linfa al rock britannico. Il disco ottenne un NME Award nella categoria Best Album 2006.

## Tracce
1. Everyday I Love You Less and Less – 3:37
2. I Predict a Riot – 3:53
3. Modern Way – 4:03
4. Na Na Na Na Naa – 3:01
5. You Can Have It All – 4:35
6. Oh My God – 3:35
7. Born to Be a Dancer – 3:30
8. Saturday Night – 3:27
9. What Did I Ever Give You? – 4:09
10. Time Honoured Tradition – 2:45
11. Caroline, Yes – 4:13

## Formazione
- Ricky Wilson: voce
- Andrew "Whitey" White: chitarra
- Simon Rix: basso
- Nick "Peanut" Baines: tastiera, sintetizzatore
- Nick Hodgson: batteria, voce